# Emiel Vermeulen
Emiel Vermeulen (Koolskamp, 16 februari 1993) is een voormalig Belgisch wielrenner.

## Carrière
In 2010 werd Vermeulen, achter Jasper De Buyst en Ruben Geerinckx, derde in het nationale kampioenschap op de weg voor junioren.
In september 2016 werd Vermeulen onder meer derde in de Grote Prijs Marcel Kint en tweede in de Gooikse Pijl, maar nadat Team 3M ophield te bestaan moest hij op zoek naar een nieuwe ploeg. Namens Roubaix Lille Métropole werd hij in 2017 onder meer derde in de Gooikse Pijl en tweede in de Famenne Ardenne Classic.

## Overwinningen
2019
Grand Prix de la ville de Nogent-sur-Oise
2021
Grand Prix de la ville de Pérenchies

## Resultaten in voornaamste wedstrijden
|      | \| Jaar \| Parijs-Tours \| \| ---- \| ------------ \| \| 2018 \| 89e \| \| 2019 \| 27e \| \| 2020 \| 41e \| \| 2021 \| opgave \| \| 2022 \| 14e \| |
| Jaar | Parijs-Tours |
| 2018 | 89e |
| 2019 | 27e |
| 2020 | 41e |
| 2021 | opgave |
| 2022 | 14e |

## Ploegen
- 2014 –  Team 3M
- 2015 –  Team 3M
- 2016 –  Team 3M
- 2017 –  Roubaix Lille Métropole
- 2018 –  Roubaix Lille Métropole
- 2019 –  Natura4Ever-Roubaix-Lille Métropole
- 2020 –  Natura4Ever-Roubaix-Lille Métropole
- 2021 –  Xelliss-Roubaix Lille Métropole
- 2022 –  Go Sport-Roubaix Lille Métropole
- 2023 –  BEAT Cycling

De Vos · de Man · Devriendt · Druyts · Franckaert · Janssens · Juodvalkis · Pot · Schuermans · Segers · Sleurs · Stevens · Van Hoovels · M.van Zijl · D.van Zijl · Van Zummeren · Vandenbogaerde · Vanspeybroeck · Vermeulen · Vingerling · Gough (stagiair)
Antomarchi · Barbier · Cabot · Dernies · Gouault · Idjouadiene · Joly · Leroux · Mainard · Seynaeve · Vermeulen